# Аскион
Аскион (греч. Άσκιο, Синьяцикон, греч. Σινιάτσικο) — горы в Греции. Высочайшая вершина — гора Синьяцикон высотой 2110 м над уровнем моря. Расположены на территории общины Эордея в периферийной единице Козани в периферии Западная Македония, к северу от гор Вуринос и к югу от гор Вернон, к северо-западу от города Козани.  Являются частью горной цепи Баба (Варнус, Пелистер) — Вернон — Вуринос (Дрисиникос) — Пиерия (Фламбуро).